# Trachypithecus poliocephalus
Trachypithecus poliocephalus (лат.) — вид приматов из семейства мартышковых.

## Классификация
Выделяют два подвида — Trachypithecus poliocephalus poliocephalus из северного Вьетнама и Trachypithecus poliocephalus leucocephalus из китайской провинции Гуанси. Первый из них (номинативный подвид) является одним из редчайших приматов в мире, и, возможно, редчайшим приматом Азии, с популяцией около 70 особей. Классификация китайской популяции дискуссионна, согласно различным версиям это частично альбинистская популяция Trachypithecus francoisi, подвид Trachypithecus francoisi, отдельный вид (Trachypithecus leucocephalus) либо подвид Trachypithecus poliocephalus leucocephalus. Впрочем, до 1995 года сам вид Trachypithecus poliocephalus считался подвидом Trachypithecus francoisi.

## Описание
Оба подвида имеет в основном чёрную шерсть, при этом макушка, щёки и шея у T. p. poliocephalus желтоватые, а у T. p. leucocephalus белые. Кожа чёрная. Хвост очень длинный (около 85 см), длина тела около 50 см. Детёныши рождаются золотисто-оранжевыми, шерсть меняет цвет по достижении 4 месяцев. Половой диморфизм выражен слабо. Средний вес взрослой особи около 9 кг.

## Распространение
Номинативный подвид — эндемик острова Катба, крупнейшего острова на одноимённом архипелаге во Вьетнаме, где населяет густые леса . Как и все члены группы Trachypithecus francoisi населяет первичные леса, покрывающие скалистые прибрежные районы. Предпочитает прятаться в камнях и естественных укрытиях известнякового ландшафта.

## Поведение
Дневное животное, обитающее в лесах, растущих на скалистых формациях. На острова Катба нет рек и озёр, поэтому в сухой сезон добывает влагу из луж, естественных карстовых резервуаров и из растительности. Образует группы, состоящие в основном из одного самца, нескольких самок и их потомства. Каждая группа защищает свою территорию. В помёте обычно один ребёнок, самка даёт потомство один раз в 2—3 года. Молодняк достигает половой зрелости в возрасте 4—6 лет. Средняя продолжительность жизни составляет 25 лет. В рационе в основном листья, а также сочные корни, цветы, кора и фрукты. Листья составляют более 70 % рациона.

## Статус популяции
Международный союз охраны природы присвоил этому виду охранный статус «В критической опасности» (англ. Critically endangered). Этот примат считается очень редким и включён в список «25 самых угрожаемых приматов мира», при этом считается, что его популяция сократилась более, чем на 80 % за последние три поколения, и в дикой природе осталось не более 70 особей. Правительством Вьетнама и некоторыми зоопарками мира предпринимаются усилия по сохранению популяции. Основные угрозы виду — охота и уничтожение среды обитания вследствие развития туризма на острове Катба.